# Oldenburger Satztest
Der Oldenburger Satztest (kurz „OLSA“) ist eine audiometrische Methode, mit der das Sprachverstehen von Sätzen im Störgeräusch untersucht wird.
Schwerhörige haben beim Sprachverstehen im Lärm verglichen mit Normalhörenden meist unverhältnismäßig größere Probleme. Um diese Situation realistisch zu erfassen, wird mit dem Oldenburger Satztest das Sprachverstehen im Störgeräusch geprüft, wobei nicht wie beim Freiburger Worttest einzelne Wörter, sondern ganze Sätze als Nutzsignal dargeboten werden. Als Störschall wird ein sprachsimulierendes Rauschen verwendet. Der Test kann in der Hördiagnostik und bei der Hörgeräteanpassung verwendet werden.
Das Sprachmaterial des Oldenburger Satztests setzt sich aus 40 Testlisten von je 30 Sätzen zusammen. Alternativ können 25 Testlisten von je 20 Sätzen verwendet werden. Die Sätze haben jeweils die Form: Name Verb Zahlwort Adjektiv Objekt mit zufälliger Kombination aus einem Inventar von insgesamt 50 Wörtern. Die Sätze sind nur bedingt sinnvoll und daher nicht leicht zu merken, weshalb mit ihnen wiederholt gemessen werden kann. Mit dem Test kann die SprachVerstehensSchwelle im Störgeräusch (SVS, entspricht 50 % Sprachverstehen) mittels einer adaptiven Steuerung ermittelt werden, d. h. der Pegel der Sprache wird entsprechend der Antwort der Testperson verändert. Das Störgeräusch oder alternativ der Sprachpegel wird mit einem festen Pegel (von meist 65 dB) dargeboten.
Als Ergebnis des Testes wird die SVS im Störgeräusch in dB S/N (Signal-Rausch-Abstand, der zu einem 50%igen Sprachverstehen führt) angegeben.
Durch unterschiedliche Positionierung der Lautsprecher kann der Nutzen quantifiziert werden, den die Testperson aus der räumlichen Auflösung von Sprache und Störgeräusch durch das binaurale Hören ziehen kann. Dazu wird bspw. der Unterschied der SVS zwischen Darbietung der Sprache von vorne und des Störgeräusch von der Seite und der SVS, wenn Sprache und Störgeräusch von vorne dargeboten werden, festgestellt.
Der Vorteil einer beidseitigen Hörgeräteversorgung gegenüber einer einseitigen Hörgeräteversorgung kann ähnlich wie beim Döring-Test verdeutlicht werden, wenn bei der Messung an Stelle der unterschiedlichen Lautsprecherpositionen jeweils ein oder zwei Hörgeräte verwendet werden.